# Sphaeria funicola
Sphaeria funicola är en svampart som beskrevs av Ellis 1881. Sphaeria funicola ingår i släktet Sphaeria och familjen kolkärnsvampar.   Inga underarter finns listade i Catalogue of Life.